# Stemodia lanceolata
Stemodia lanceolata là một loài thực vật có hoa trong họ Mã đề. Loài này được Benth. miêu tả khoa học đầu tiên năm 1846.